# Olimpo (Cárpatos)
Olimpo (em grego: Όλυμπος; romaniz.: Ólympos) é uma comunidade na parte norte da ilha de Cárpatos, no Dodecaneso, Grécia. Segundo censo de 2011, havia 270 habitantes.